# 김규원
김규원(1952년~ )은 대한민국의 교수다. 지난 25년간 한국 혈관생물학 연구 분야에서 선구적인 역할을 수행하였으며, 그 대표적인 연구로 혈관신생과 관련하여 ‘Nature Medicine(2001년)’과 ‘Cell(2002년)'에 새로운 기전을 발표하였다. 또한, 2003년 ’Nature Medicine'에 뇌 발생 과정 중 산소 분압에 따라 조절되는 뇌혈액관문 형성 기전을 최초로 규명한 바가 있다. 최근에는 패혈증에서 활성 산소에 의해 유도되는 새로운 염증 유발 기전을 독일 연구팀과 공동으로 연구하여 'Nature Medicine(2011년)'에 발표하였다.
김 교수는 2013년 현재 196편의 SCI 등재논문을 발표하였고 피인용 횟수가 5,700여회에 달하는 연구 성과 뿐만 아니라, 한국과학기술한림원 정회원, 대한약학회 학술 및 편집위원장, 대한암학회 이사 및 부회장, IBBS (International Brain Barriers Society)학회의 council member와 다수의 국제학술지의 편집위원으로 활동하고 있으며, 2001-2003년에는 한국혈관생물연구회의 회장으로 국내 혈관생물학연구의 활성화와 국제교류에 많은 노력을 기울여 왔다.
그리고 지난 20여년에 걸쳐 석사 73명, 박사 44명, Postdoc 및 연구원 16명 등의 많은 연구 인력을 배출하여 차세대 생명과학 연구를 담당할 우수한 후진양성에도 지대한 공헌을 하였다.

## 주요업적
- "Histone deacetylases induce angiogenesis by negative regulation of tumor suppressor genes“, Nature Medicine, 7, 437-443, 2001.
- "Regulation and destabilization of HIF-1alpha by ARD1-mediated acetylation“, Cell, 111, 709-720, 2002.
- "SSeCKS regulates angiogenesis and tight junction formation in blood-brain barrier“, Nature Medicine, 9, 900-906, 2003.
- "AKAP12 regulates human blood-retinal barrier formation by downregulation of HIF-1a”, Journal of Neuroscience, 27, 4472-4481, 2007.
- "Ninjurin1 mediates macrophage-induced programmed cell death during early ocular development“, Cell Death and Differentiation, 1350-9047, 16, 1395-407, 2009.

## 수상
- 1996 목암생명과학상(장려상), 한국분자생물학회
- 2001 제 11회 과학기술 우수논문상, 한국과총
- 2002 올해의 생명과학자상, 과학기술부
- 2003 제1회 대한민국 최고과학기술인상, 대통령상
- 2003 이달의 과학기술자상, 한국과학재단
- 2005 닮고싶고 되고싶은 과학기술인상, 동아사이언스
- 2005 제15회 호암상(의학 부문), 호암재단
- 2005 제15회 호암상(의학 부문), 호암재단